# Ciclón Subtropical Lexi de 2018
La tormenta subtropical Lexi, fue un ciclón subtropical altamente inusual que se formó en mayo de 2018, al oeste de la costa chilena. Después de que la Temporada de ciclones del Pacífico Sur 2017-18 había finalizado oficialmente, el sistema fue identificado fuera de los límites oficiales de la cuenca, cerca de la Isla Alejandro Selkirk, a principios de mayo.

## Historia meteorológica

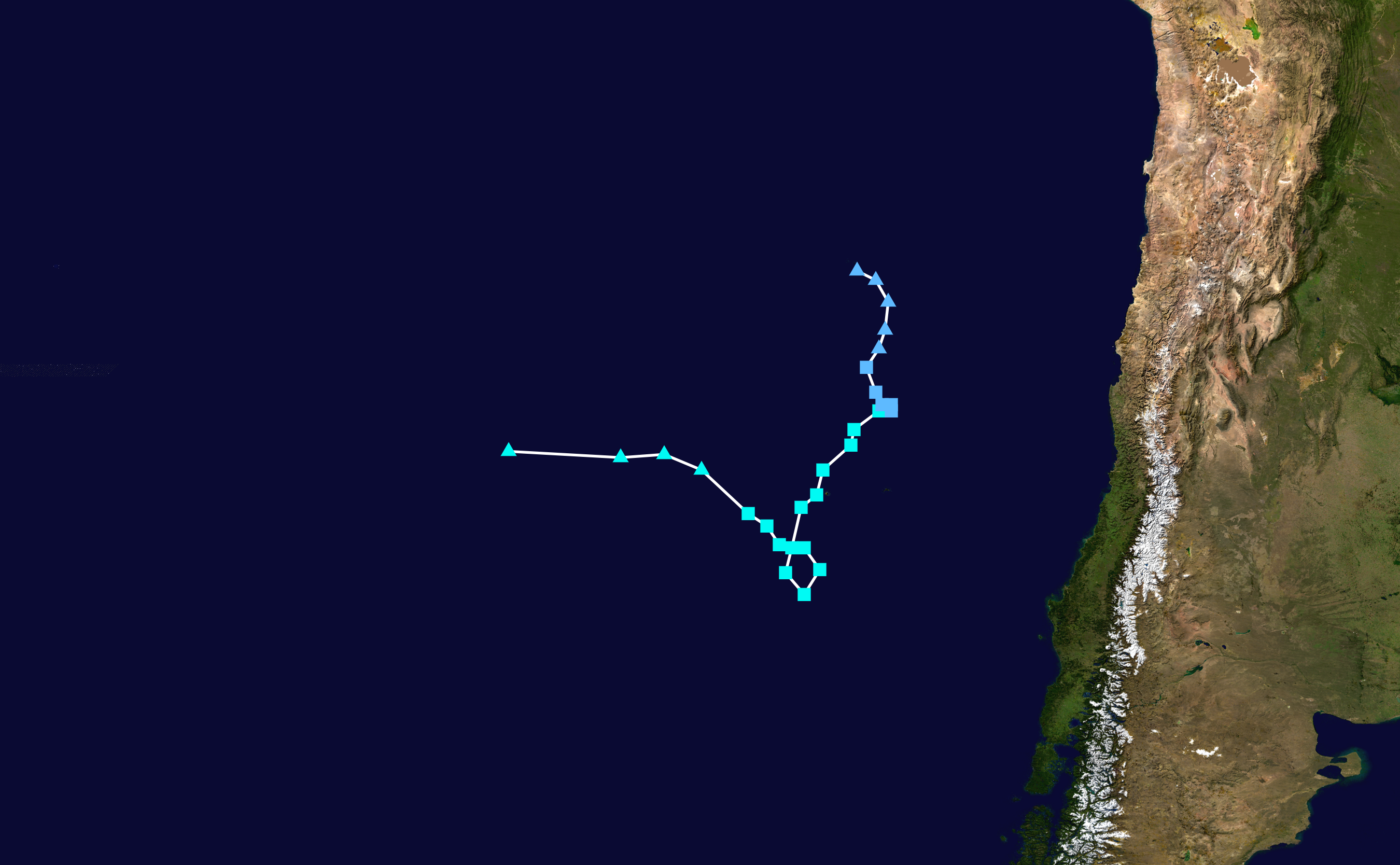
Trayectoria de Lexi frente a las costas chilenas

El ciclón se formó a partir de un punto de corte bajo que se desarrolló bajo con convección en la superficie, al mismo tiempo que disminuyeron los vientos máximos en altura, y por lo tanto, la cizalladura vertical del viento disminuyó. Esto permitió que la convección se desarrollara casi simétricamente alrededor del centro de la parte baja, dando lugar a características bajas subtropicales, sin frentes asociados.
Este sistema se formó en aguas con temperaturas de entre 18 °C a 20 °C (64 °F a 68 °F), que generalmente no admite actividad suficiente para la formación de tormentas.